# Елизарка (Владимирская область)
Елизарка — упразднённая деревня в Александровском районе Владимирской области России.

## География
Урочище расположено в северо-западной части области, в зоне хвойно-широколиственных лесов, на левом берегу реки Сабли. Находится примерно в 22 километрах (по прямой) к северо-западу от города Александрова, административного центра района.

### Климат
Климат характеризуется как умеренно континентальный, с умеренно тёплым летом, холодной зимой, короткой весной и облачной, часто дождливой осенью. Среднегодовая температура воздуха — +3,4 °C. Годовое количество атмосферных осадков — 549 миллиметров, из которых большая часть выпадает в тёплый период.

## История
В «Списке населенных мест Владимирской губернии по сведениям 1859 года» населённый пункт упомянут как деревня Переславского уезда, расположенная на речке Сабле, в 29 верстах от уездного города. В деревне насчитывалось 7 дворов и проживало 56 человек (21 мужчина и 34 женщины).
По состоянию на 1905 год, в Елизарке имелось 9 дворов и проживало 48 человек. В административном отношении деревня входила в состав Вишняковской волости.
В советское время входила в состав Обашевского сельсовета Александровского района. Упразднена решением облисполкома № 441 от 21 апреля 1977 года как фактически не существующая.